# 康劉鍠
康劉鍠（1858年—1928年），字訏俌，晚號白馬居士，湖南省長沙府攸縣人，清末民初政治人物、实业家。

## 生平
其先本姓康。光緒二十一年（1895年）乙未科會試前參加公車上書。隨即中式進士，榜名劉鍠。奏請復姓康劉。同年五月，以主事分部学习。授禮部主事。
民國二年（1913年）加入中國國民黨。民國四年（1915年）組織攸縣常福礦產公司，在槚山開採砒礦。民國十七年（1928年）卒。

## 著作
工散文、韻文、書法。有《賜姓堂集》。
在京期間與湘陰吳國鏞、左欽敏友好，有「吳聖劉賢左才子」之譽。